# Harpiinae
De Harpiinae ("harpij-achtigen") vormen een onderfamilie van havikachtigen (Accipitridae). Het is een groep van grote roofvogels met brede vleugels. Er zijn vier monotypische geslachten.

## Geslachten en soorten
- Geslacht Harpia Vieillot, 1816
  - Harpia harpyja (Linnaeus, 1758)  - Harpij
- Geslacht Harpyopsis Salvadori, 1875
  - Harpyopsis novaeguineae Salvadori, 1875 - Harpij-arend
- Geslacht Macheiramphus Bonaparte, 1850
  - Macheiramphus alcinus (Bonaparte, 1850) - Vleermuiswouw
- Geslacht Morphnus Dumont, 1816
  - Morphnus guianensis (Daudin, 1800) - Wurgarend

Echte haviken en sperwers (Accipitrinae) · Gieren van de Oude Wereld (Aegypiinae) · Echte arenden (Aquilinae) · Buizerdachtigen (Buteoninae) · Slangenarenden (Circaetinae) · Kiekendieven (Circinae) · Grijze wouwen en verwanten (Elaninae) · Gieren van de Oude Wereld (Gypaetinae) · Tandwouw en verwanten (Harpaginae) · Harpij-achtigen (Harpiinae) · Grijskophavik en verwanten (Lophospizinae) · Zanghaviken (Melieraxinae) · Wespendieven en verwanten (Perninae)